# Sort Tulipan
Sort Tulipan er det fjerde studiealbum fra danske poptrio Folkeklubben. Det blev udgivet den 26. oktober 2018.

## Spor
| #   | Titel                      | Længde |
| --- | -------------------------- | ------ |
| 1.  | "Cohiba Zanzibar"          | 3:25   |
| 2.  | "Men Ikke Endnu En Vinter" | 3:17   |
| 3.  | "Hvor Smukt Kan Det Regne" | 3:54   |
| 4.  | "Sort Tulipan"             | 2:51   |
| 5.  | "Den Sidste Superstar"     | 3:13   |
| 6.  | "Flammende Hjerter"        | 3:40   |
| 7.  | "Vikaren"                  | 3:55   |
| 8.  | "Missionshotellet"         | 3:49   |
| 9.  | "Falden Gud"               | 3:50   |
| 10. | "Alle Vil De Vide Hvorhen" | 3:04   |
| 11. | "Late Night Summer Jesus"  | 4:07   |